# 父の秘密
『父の秘密』（ちちのひみつ、Después de Lucía）は2012年のメキシコのドラマ映画。監督はミシェル・フランコ、出演はテッサ・イアとエルナン・メンドーサなど。妻の死から立ち直れない父と学校で凄惨ないじめを受ける娘の心のすれ違いが引き起こす悲劇を皮肉かつ冷徹に描いた作品で、2012年5月に開催された第65回カンヌ国際映画祭の「ある視点」部門でグランプリを受賞している。原題に含まれる「Lucía（ルシア）」はスペイン語で光を意味し、主人公の事故死した妻の名前である。

## ストーリー
料理人のロベルトは、最愛の妻ルシアを事故で亡くしたショックから立ち直れずにいたが、再出発のために高校生の娘アレハンドラとともに、プエルト・バヤルタからメキシコシティに移り住む。しかし、喪失感が癒えることはなく、仕事を急に辞めたり、些細なことから街中で喧嘩をしたりするなど、自暴自棄となっていた。一方、アレハンドラは、転校先の学校に馴染み始めた矢先、友人の1人に招かれた別荘でクラスメイトたちと騒いだ末に酔った勢いでクラスの人気者ホセと、彼がスマホで撮影しているのを知りつつも、関係を持ってしまう。翌日、その動画が学校中に配信されると、アレハンドラはいじめの対象となってしまう。いじめはエスカレートする一方となるが、自分のことで精一杯の父ロベルトを気遣うアレハンドラは、いじめの事実をひた隠しにし、母親の代わりを務めようとする。そんな中、臨海学校に参加したアレハンドラはバスルームに閉じ込められ、クラスメートのハビエルにレイプされる。さらに海岸でのばか騒ぎの後に、男子生徒に尿を浴びせかけられたアレハンドラは身体を洗うために海に入れられるが、そのまま姿を消してしまう。翌朝、アレハンドラがいなくなったことに気付いた教師から連絡を受けたロベルトは激しいショックを受ける。そして、何者かによって届けられたDVDに収録されていた動画で、アレハンドラがいじめられるようになった原因を知ったロベルトは、原因を作ったホセをはじめとするクラスメートらの責任を追及しようとするが、彼らが未成年であることから思うに任せず、怒りを募らせていく。懸命の捜索活動が続けられるものの、アレハンドラは見つからなかったが、実は彼女は生きていた。得意の泳ぎで海岸に辿り着くと、そのままバヤルタに行き、姿を隠していたのである。しかし、それを知らないロベルトは、怒りに任せて誘拐したホセを後ろ手に縛り、アレハンドラが姿を消した海にボートで連れ出して投げ捨てる。

## キャスト
- アレハンドラ: テッサ・イア（スペイン語版） - 母を亡くしたばかりの高校生。
- ロベルト: エルナン・メンドーサ（スペイン語版） - 料理人。アレハンドラの父親。
- ホセ: ゴンサロ・ヴェガ - アレハンドラのクラスメート。人気者。
- ハビエル: フランシスコ・ルエダ - アレハンドラのクラスメート。太め。
- カミーラ: タマラ・ヤズベック - アレハンドラのクラスメート。ホセが好き。

## 製作
ミシェル・フランコ監督は、テッサ・イアの母で女優のナイレア・ノルビンドの友人であり、父と息子の物語として脚本を執筆している際にイアに「十代の子どもの生活」について聞いていたが、イアを起用したいと考え、父と娘の物語に変更した。また、主人公の同級生を演じたのは、監督がイアの家で脚本を執筆中に居合わせたイアの友人たちで、プロの役者は1人か2人だけである。

## 作品の評価

### 映画批評家によるレビュー
Rotten Tomatoesによれば、7件の評論のうち、86%にあたる6件が高く評価しており、平均して10点満点中9点を得ている。

### 受賞歴
第65回カンヌ国際映画祭「ある視点」部門グランプリ受賞。